# Stacey Augmon
Stacey Orlando Augmon (ur. 1 sierpnia 1968 w Pasadenie) – amerykański koszykarz występujący na pozycjach rzucającego obrońcy oraz niskiego skrzydłowego, po zakończeniu kariery sportowej oraz trener koszykarski.

## Osiągnięcia
NCAA
- Mistrz NCAA (1990)[1]
- Zawodnik Roku Konferencji Big West (1989)[2]
- trzykrotny Obrońca Roku NCAA według NABC (1989–1991)[3]
- Debiutant Roku Konferencji Big West (1988)[2]
- Wybrany do:
  - I składu:
    - turnieju NCAA Final Four (przez AP - 1990)[3]
    - Big West (1989, 1991)[2]

  - II składu All-American (1991)[4]
  - grona NCAA’s top 75 All-Time March Madness Players[2]
  - Galerii Sław UNLV Athletics (2002)[2]
  - Sportowej Galerii Sław Południowej Nevady (2012)[2]
- Drużyna UNLV Runnin’ Rebels zastrzegła należący do niego numer 32

NBA
- Wybrany do I składu debiutantów NBA (1992)[5]
- Debiutant miesiąca NBA (kwiecień 1992)[6]
- Uczestnik konkursu wsadów podczas NBA All-Star Weekend (1992)[7]

Reprezentacja
- Brązowy medalista olimpijski (1988)[8]
- Mistrz uniwersjady (1989)[9]
- Wicemistrz świata U–19 (1987)[10]